# Русская почта за границей
Русская почта за границей — почтовая связь, учреждённая правительством Российской империи в некоторых иностранных государствах в период с середины XVIII века по начало XX века с целью обеспечения доставки почты там, где официальная или местная почта этих государств считалась ненадёжной.

## История
Первая русская почта за границей была организована в Османской империи и начала свою работу в 1748 году. Со второй половины XIX века Россия открыла дополнительные почтовые учреждения в ряде зарубежных стран, в том числе на острове Крит, в Китае, Монголии, Османской империи, Румынии и Болгарии. Для оплаты почтовых услуг этими учреждениями использовались марки Российской империи либо специально изготовленные почтовые марки.
Российская империя содержала зарубежные почтовые отделения для пересылки корреспонденции по разным причинам и подобно другим наиболее сильным государствам своего времени.
До конца 1920 года все русские заграничные почтовые отделения прекратили своё существование.